# Rombly
Rombly település Franciaországban, Pas-de-Calais megyében. Lakosainak száma 50 fő (2022. január 1.). Rombly Mazinghem, Linghem, Norrent-Fontes és Quernes községekkel határos.

## Népesség
A település népessége az elmúlt években az alábbi módon változott:
| Lakosok száma | 37   | 82   | 78   | 86   | 86   | 69   | 33   | 44   | 46   | 50   |
|               | 1793 | 1836 | 1866 | 1891 | 1926 | 1962 | 2006 | 2011 | 2017 | 2022 |